# Crișan (okręg Tulcza)
Crișan – wieś w Rumunii, w okręgu Tulcza, w gminie Crișan. W 2011 roku liczyła 462 mieszkańców.